# Section (Suriname)
Section is een plaats aan de Corantijnrivier in het noordwesten van Sipaliwini in Suriname.
In het dorp wonen rond de honderdvijftig inheemsen van het volk Arowakken. Rond 2011 en 2012 speelden perikelen rond de voorgenomen samenvoeging van het bestuur van de dorpen Washabo (stroomafwaarts van Section), Section en Apoera (stroomopwaarts van Section) door de regering Bouterse I. Het geschil werd toen beslecht met een referendum, waarin de dorpelingen tegen samenvoeging stemden.
In 2012 werd Nado Aroepa door zijn broer Rudolf opgevolgd als dorpshoofd van Section. Rudolf Aroepa won met enkele stemmen van Ferdinand Simons. Simons is in 2020 het dorpshoofd. De dorpshoofden van Section zijn aangesloten bij de Vereniging Inheemse Dorpshoofden Suriname (VIDS).
In 2010 werd door de regering de toezegging gedaan dat de weg geasfalteerd zou worden tussen Washabo, Section en Apoera. Het asfalteringsproject is in 2020 nog niet voltooid vanwege tekortkomende financiering.
Tijdens de coronacrisis in het land van 2020 werden Section, Apoera en Washabo van de buitenwereld afgesloten, nadat er een Covid-19-haard was uitgebroken. De besmettingen waren te herleiden naar één persoon.
Apoera · Bakhuis · Kamp 52 · Matapi · Sandlanding · Section · Wanapan · Washabo